# Giorno del Sole
Il giorno del Sole (태양절?, 太陽節?, t'aeyang-jŏlMR) è una festa nazionale a cadenza annuale celebrata in Corea del Nord il 15 aprile, il giorno di compleanno del fondatore ed ex presidente Kim Il-sung. Essa è la festa più importante del paese, e viene spesso considerata la controparte nordcoreana del Natale.
Il compleanno di Kim Il-sung, che era già una festa pubblica a partire dal 1968, venne rinominata "giorno del Sole" nel 1997, tre anni dopo la morte del presidente. La nuova nomenclatura si riferisce al nome "Il-sung" (일성?, 日成?), che in coreano significa "diventare sole".
I nordcoreani celebrano tale giorno visitando le località legate alla vita del presidente, come Mangyongdae, il luogo della sua nascita, oppure recandosi davanti a una delle migliaia di statue del leader in giro per il paese. I luoghi più importanti, come il palazzo del Sole di Kumsusan (il mausoleo di Kim Il-sung) e il Grande monumento Mansudae (la sua statua più celebre), si trovano nella capitale Pyongyang.
Lo stato cerca di garantire più cibo ed elettricità ai propri cittadini in occasione di tale importante evento, ma non sempre ci riesce. I bambini ricevono caramelle e altri regali che rappresentano l'amore dimostrato nei loro confronti dai leader.
Questa ricorrenza non dura solo un giorno, bensì ha inizio già a partire dal 16 febbraio, il compleanno di Kim Jong-il. Questo periodo di tempo è noto con il nome di festività della lealtà. Il periodo intorno al 15 aprile è chiamato festività del Sole. La stessa festa del Sole è seguita da due giorni di riposo: si potrebbe perciò dire che tale ricorrenza si svolga nel corso di tre giorni.

## Storia

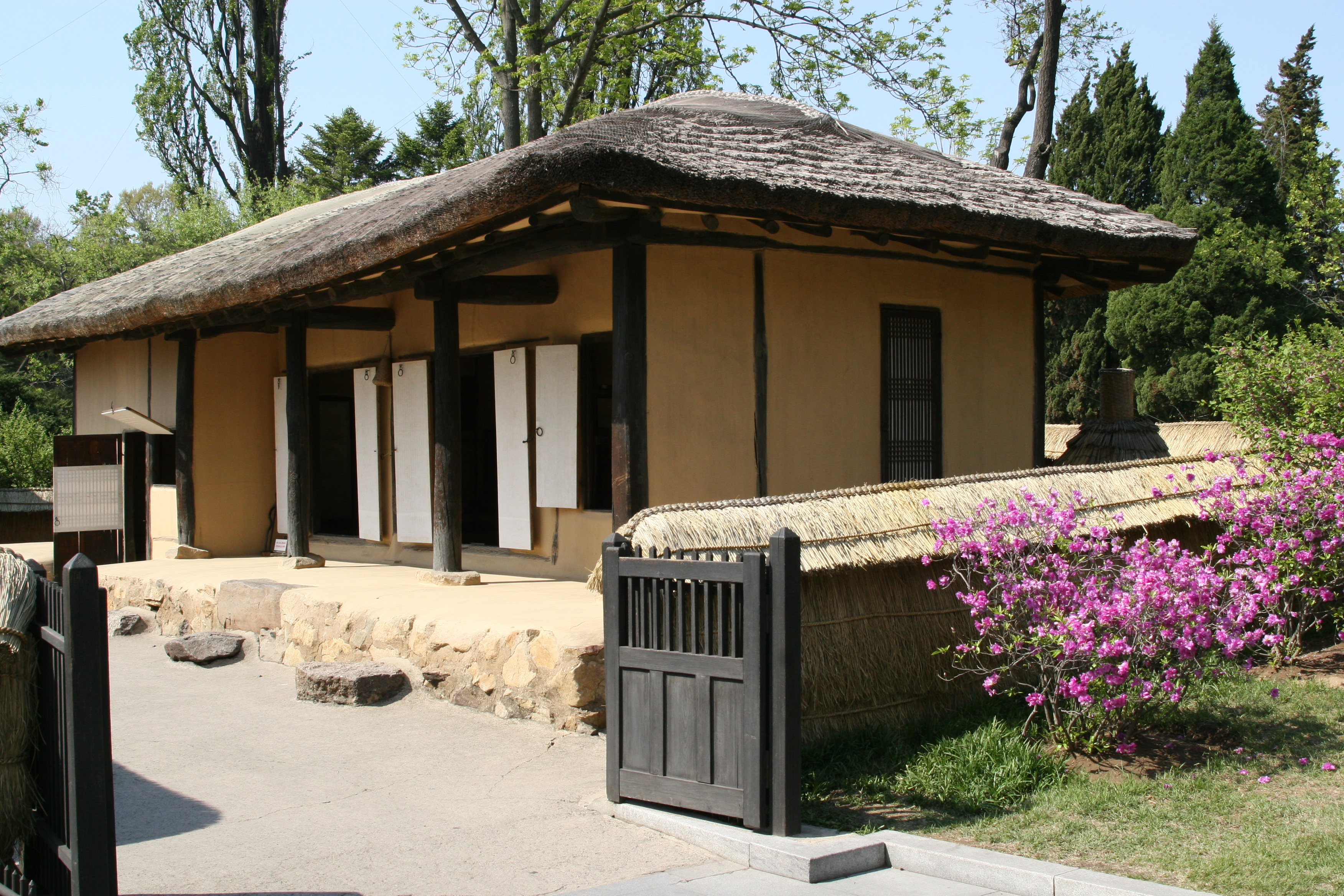
Luogo di nascita di Kim Il-sung a Mangyongdae

### Antefatti
Kim Il-sung nacque il 15 aprile 1912 nel villaggio di Mangyongdae che, al giorno d'oggi, è diventato un distretto della capitale Pyongyang. L'influente presidente è stato a lungo associato con il sole, e viene spesso chiamato "Sole della nazione". Adottò il nome "Il-sung" ("diventare sole") agli inizi degli anni trenta come pseudonimo.

### La festa
Il compleanno di Kim Il-sung divenne una festa nazionale a partire dal 1968 e nel 1974 fu riconosciuta come quella più importante della Corea del Nord. Tre anni dopo la morte del presidente, l'8 luglio 1997, in seguito a una decisione presa dal Comitato centrale del Partito del Lavoro di Corea, dalla Commissione militare centrale, dalla Commissione di difesa nazionale, la festa venne rinominata "giorno del Sole". In occasione di tale cambiamento venne introdotto anche il calendario Juche, che inizia con la nascita di Kim Il-sung. In Corea del Nord il giorno del Sole avrebbe rivestito un ruolo tanto importante come quello del Natale negli altri paesi.
Ogni volta che l'anno Juche termina in 0 o in 5 le celebrazioni del giorno del Sole sono più sfarzose del solito. Nel 2012 ci fu il centenario dalla nascita di Kim Il-sung e, in occasione di tale importante evento, Kim Jong-un pronunciò il suo primo discorso, accompagnato da una parata militare di grandi dimensioni, nelle quali vennero sfoggiate le armi più avanzate del paese. Sempre nel 2012 ci furono un test missilistico fallimentare e l'introduzione del nuovo missile KN-08.

## Celebrazioni

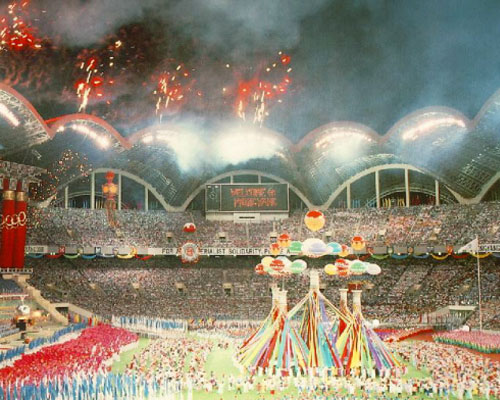
Fino al 2013 venivano allestiti i celebri giochi di massa noti col nome di festival di Arirang.

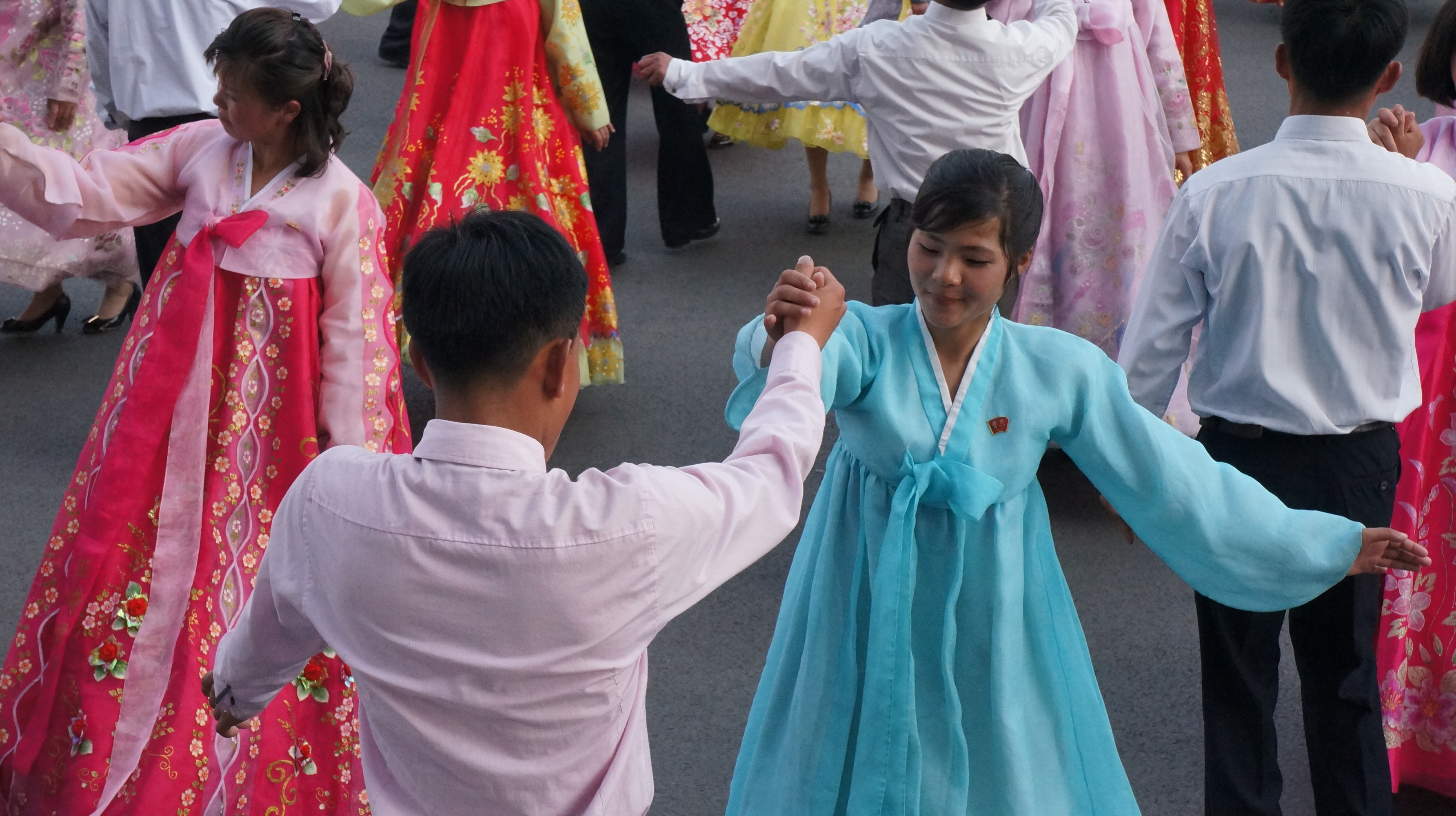
Donne vestite in chosŏn-ot (hanbok) che danzano durante le celebrazioni del giorno del Sole

I preparativi della festa durano un mese. Per tutto il mese di aprile vengono organizzati spettacoli con fuochi d'artificio, eventi canori e di ballo, competizioni sportive, seminari sull'ideologia Juche e visite ai luoghi legati alla vita di Kim Il-sung, soprattutto alla sua casa natale a Mangyongdae. Questi eventi possono durare diversi giorni. Durante la festività del sole vengono spesso invitati gruppi artistici stranieri e dignitari da altri paesi. Anche la festa annuale del Kimilsungia, istituita nel 1998, e la festa d'amicizia di primavera, istituita nel 1982, vengono celebrate intorno al giorno del Sole. Soprattutto durante quest'ultima vengono accolti artisti e attori da venti paesi diversi, i cui spettacoli vengono trasmessi in televisione. Questi rari contatti con il mondo esterno sono molto attesi dalla popolazione nordcoreana. Un evento simile di stampo internazionale è la maratona di Pyongyang.
Nel giorno del Sole, quando suona la mezzanotte, la gente si raduna davanti alle migliaia di statue di Kim Il-sung in giro per il paese, lasciando fiori e ghirlande commemorative. La richiesta di fiori è enorme: durante il giorno del Sole il mercato, che opera soprattutto in maniera informale, vale dai 600.000 ai 1.200.000 dollari. Per via del loro costo più basso, vengono spesso preferiti i fiori artificiali. Durante la sera le donne, vestite in chosŏn-ot, ballano danze tradizionali.
Gli eventi più importanti del giorno del Sole hanno luogo nella capitale Pyongyang. Gli abitanti poggiano i fiori davanti alla grande statua di Kim Il-sung sulla collina Mansu e visitano la sua salma nel Palazzo del Sole di Kumsusan. Il leader Kim Jong-un ha sempre reso omaggio al proprio nonno in occasione di tale festa. I giochi di massa noti con il nome di festival di Arirang coincidono spesso con il giorno del Sole. Lo spettacolo di fuochi d'artificio ideato dallo stesso Kim Jong-un, invece, è stato introdotto nel 2009.
Lo stato fornisce ai propri abitanti diversi prodotti, come carne e liquori. Essi simboleggiano il benessere e la prosperità che Kim Il-sung ha contribuito a portare in Corea del Nord. Durante questo importante giorno il governo cerca di mantenere stabile la fornitura di energia elettrica per permettere a tutti gli abitanti di poter utilizzare il televisore, mentre nei cinema vengono proiettate delle pellicole speciali. La situazione del cibo, tuttavia, può variare di anno in anno. Secondo il disertore nordcoreano Kim Hyun-hwa, "il giorno del Sole è una delle poche occasioni in cui si può mangiare senza fermarsi. Anche coloro che solitamente patiscono la fame riescono a raggiungere tre pasti al giorno durante questa festa. Il motivo è che la Corea del Nord ha deciso di classificarla come la festività più importante del popolo coreano". Tuttavia, nel 2015 lo stato non riesce a distribuire le razioni di cibo promesse e non ha neanche distribuito agli studenti i grembiuli nuovi che si aspettavano.
A scuola, i bambini al di sotto dei 12 anni ricevono borse di un chilo con caramelle e biscotti, che vengono distribuite nelle scuole elementari e materne dagli insegnanti. Ogni bambino deve pronunciare la formula "Grazie, Nonno Grande Leader! E grazie, Padre!" e chinarsi davanti ai ritratti di Kim Il-sung e Kim Jong-il. Questi bambini s'impegnano anche nella preparazione di spettacoli da eseguire durante questo importante giorno: le prove iniziano spesso diversi mesi prima. Tra l'11 e il 12 aprile gli insegnanti scelgono gli studenti migliori da presentare il giorno del Sole. Tale festa è anche una delle poche occasioni in cui l'Unione dei bambini coreani accetta nuovi membri.
Gli uffici del governo, quelli commerciali, le banche e i negozi chiudono nel giorno del Sole. Molti matrimoni hanno luogo il 15 aprile. Il giorno del Sole è seguito da due giorni di riposo: si potrebbe perciò dire che tale ricorrenza si svolga nell'arco di tre giorni. Il giorno successivo al compleanno di Kim Il-sung è spesso caratterizzato da assemblee politiche in cui si giura fedeltà ai "Dieci principi del sistema ideologico".

## Festività della lealtà
Il 16 febbraio viene celebrata una festa simile atta a ricordare il compleanno di Kim Jong-il, conosciuta come giorno della Stella Splendente. Il periodo di due mesi che intercorre tra le due feste è noto come festività della lealtà ed è caratterizzato da numerosi festeggiamenti.